# Woestijnleeuwerik
De woestijnleeuwerik (Ammomanes deserti) is een zangvogelsoort uit de familie leeuweriken (Alaudidae). Het is een vogel van stenige woestijnen.

## Kenmerken
De woestijnleeuwerik is 15 tot 16,5 cm lang. Het is een zandkleurige, robuuste vogel, met een relatief grote snavel. Er is grote variatie in kleur tussen de 24 verschillende ondersoorten. Zo is de ondersoort A. d. annae bijna geheel donkergrijs, terwijl de nominaat A. d. deserti veel lichter zandkleurig is. De soort lijkt ook sterk op de verwante rosse woestijnleeuwerik. De (gewone) woestijnleeuwerik heeft een roodbruine staart met een vrij brede zwarte band die diffuus overgaat in het roodbruin, terwijl de rosse woestijnleeuwerik een smallere, scherp afgesneden zwarte band heeft.

## Verspreiding en leefgebied
Deze vogel komt voor van Marokko tot India en telt 22 ondersoorten:
- A. d. payni (Marokko, Zuidwest-Algerije)
- A. d. algeriensis (Noord-Algerije, Tunesië, Noordwest-Libië en het noordwesten van Tsjaad)
- A. d. whitakeri (Zuidoost-Algerije en Zuidwest-Libië)
- A. d. mya (Midden-Algerije)
- A. d. geyri (Mauritanië tot Zuid-Algerije en Noordwest-Niger)
- A. d. kollmannspergeri (Noordoost-Tsjaad en West-Soedan)
- A. d. deserti (Egypte tot Noord-Soedan)
- A. d. erythrochroa (West-Tsjaad tot Midden-Soedan)
- A. d. isabellina (Noord-Egypte tot over Midden-Arabië en Zuidwest-Irak)
- A. d. samharensis (Noordoost-Soedan, Eritrea en Zuid-Arabië)
- A. d. taimuri (Noord-Oman en de VAE)
- A. d. assabensis (Zuid-Eritrea, Ethiopië en Noordwest-Somalië)
- A. d. akeleyi (Noord-Somalië)
- A. d. azizi (Oost-Arabië)
- A. d. saturata (Zuid-Arabië)
- A. d. insularis (Bahrein)
- A. d. annae (Jordanië en Syrië)
- A. d. cheesmani (Oost-Irak en West-Iran)
- A. d. parvirostris (Noordoost-Iran en West-Turkmenistan)
- A. d. orientalis (Noordoost-Iran, Noord-Afghanistan, Zuid-Turkmenistan, Zuid-Oezbekistan en Zuid-Tadzjikistan)
- A. d. iranica (Oost-Iran tot Zuidwest-Afghanistan en West-Pakistan)
- A. d. phoenicuroides (Zuidoost-Afghanistan, Oost-Pakistan en Noordwest-India)

Het leefgebied bestaat uit open, droog gebied. De vogel mijdt zandwoestijnen, maar heeft een voorkeur voor glooiend terrein met rotsblokken en keien.

## Status
De woestijnleeuwerik heeft een groot verspreidingsgebied en daardoor alleen al is de kans op de status kwetsbaar (voor uitsterven) uiterst gering. De grootte van de populatie is niet gekwantificeerd, maar de indruk bestaat dat de aantallen vooruit gaan. Om deze redenen staat deze leeuwerik als niet bedreigd op de Rode Lijst van de IUCN.